# 博讷拉罗朗德
博讷拉罗朗德（法語：Beaune-la-Rolande，法語發音：[bon la ʁɔlɑ̃d]）是法国卢瓦雷省的一个市镇，位于该省中北部，省会奥尔良和第二大城市蒙塔日之间，属于皮蒂维耶区。

## 地理
博讷拉罗朗德（48°4'11"N, 2°25'45"E）面积20.55 平方千米，位于法国中央-卢瓦尔河谷大区卢瓦雷省，该省份为法国中北部省份，北起埃松省，西北接厄尔-卢瓦省，西南接卢瓦-谢尔省，南至涅夫勒省和谢尔省，东临约讷省，东北接塞纳-马恩省。
与博讷拉罗朗德接壤的市镇（或旧市镇、城区）包括：埃格里、欧克西、加蒂奈地区巴维尔、加蒂奈地区巴蒂伊、瑞朗维尔、蒙巴鲁瓦、圣卢德维涅、圣米歇尔。

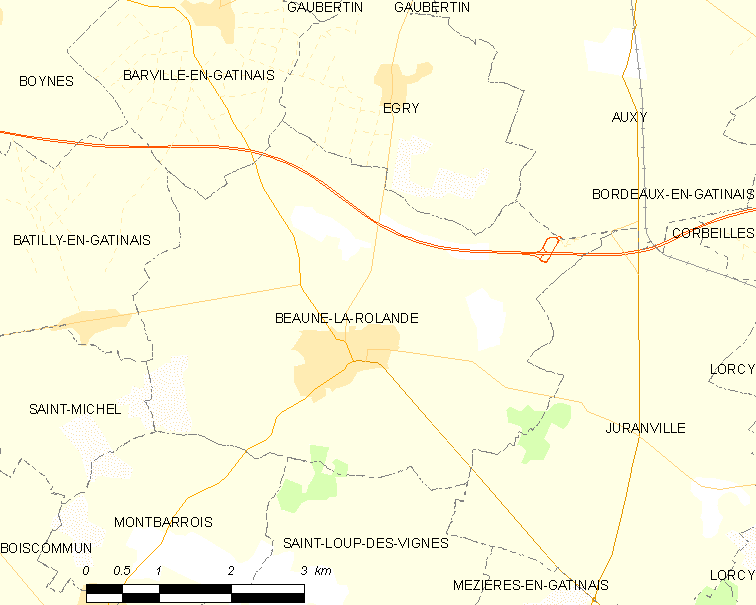
博讷拉罗朗德的OSM定位图

博讷拉罗朗德的时区为UTC+01:00、UTC+02:00（夏令时）。

## 行政
博讷拉罗朗德的邮政编码为45340，INSEE市镇编码为45030。

## 政治
博讷拉罗朗德所属的省级选区为勒马勒塞布瓦县。

## 人口

1962-2008年间博讷拉罗朗德人口变化图示

博讷拉罗朗德于2022年1月1日时的人口数量为1991人。